# Lijst van burgemeesters van Zuiddorpe
Dit is een lijst van burgemeesters van de voormalige Nederlandse gemeente Zuiddorpe in de provincie Zeeland. Op 1 april 1970 ging Zuiddorpe op in de gemeente Axel.
| Ambtsperiode | Naam burgemeester                | Leefde        | Partij of stroming | Bijzonderheden                            |
| ------------ | -------------------------------- | ------------- | ------------------ | ----------------------------------------- |
| 1795 - 1797  | Augustinus Henricus van Haelst   | 1751-1824     |                    | agent municipal                           |
| 1797         | Joannes van de Voorde            | 1740-ca. 1802 |                    | agent municipal                           |
| 1798 - 1799  | Philippe Jacques van Duijse      | 1753-1818     |                    | agent municipal                           |
| 1799 - 1800  | Joannes IJsebaert                | ovl. 1802     |                    | agent, vanaf 1800 meijer                  |
| 1800 - 1801  | Dominicus Goossens               | 1762-1833     |                    | maire                                     |
| 1801         | Pierre de Bock                   | 1748-1802     |                    | maire (tussen februari en september 1801) |
| 1801 - 1808  | Dominicus Goossens               | 1762-1833     |                    | maire                                     |
| 1808 - 1817  | Modestus Cornelius van Haelst    | 1779-1847     |                    | maire, later schout                       |
| 1817 - 1828  | Cornelis Breepoel                | 1755-1828     |                    | schout, vanaf 1825 burgemeester           |
| 1830 - 1843  | Modestus Cornelius van Haelst    | 1779-1847     |                    | nu burgemeester                           |
| 1843 - 1871  | Antonius Josephus Onghena        | 1808-1871     |                    | oomzegger van zijn voorganger             |
| 1871 - 1895  | Augustus Adolphus van Haelst     | 1817-1899     |                    | zoon van Modestus Cornelius van Haelst    |
| 1895 - 1916  | Conrardus van Waes               | 1840-1924     |                    |                                           |
| 1916 - 1940  | Aimé Charles van Waes            | 1874-1961     |                    | zoon van zijn voorganger                  |
| 1940 - 1961  | Maurice August Benigmus Puylaert | 1896-1972     | KVP                |                                           |
| 1961 - 1970  | André Jozef Marie Kesbeke        | 1906-1976     | KVP                |                                           |